# Ahmed Biga
Ahmed Biga (Genk, 9 mei 1972) is een Marokkaans-Belgische voormalig voetballer. Hij groeide op en woont nog steeds in de cité van Winterslag . Biga was een centrale verdediger en speelde in alle Nationale reeksen van het Belgische voetbal. Hij is momenteel speler-trainer van lokale en bescheiden 4de provinciale club IS Winterslag . Hij stond bekend als een harde verdediger die geen duel schuwde.

## Carrière
- 1982-1988 : KFC Winterslag (jeugd)
- 1988-1991 : KRC Genk
- 1991-1994 : Hasselt VV
- 1994-1997 : K Heusden-Zolder SK
- 1997-1998 : KFC Tielen
- 1998-1999 : RFC de Liège
- 1999-2000 : KVK Tienen
- 01/2000-08/2000 : Eendracht Aalst
- 09/2000-2001 : KMSK Deinze
- 2001-2003 : KSV Roeselare
- 2003-2004 : FC Wiltz 71 (Groothertogdom Luxemburg)
- 2004-2005 : K. Beringen-Heusden-Zolder
- 2005-01/2007 : Antwerp FC
- 01/2007- 08/2007 : KSK Hasselt
- 09/2007-2010 : Eendracht VV Genenbos
- 2010-heden : IS Winterslag